# Poissons sur une feuille verte
Poissons sur une feuille verte (Pesci su una foglia verde) è un dipinto del pittore francese Pierre-Auguste Renoir, realizzato nel 1915 e conservato in una collezione privata a Milano. 
Poissons sur une feuille verte è un'opera realizzata nell'ultima fase del percorso artistico ed esistenziale di Renoir. Si tratta di una natura morta caratterizzata da cinque Mullidae (triglie) disposte su di una foglia verde.

## Storia
Dal 1910, a causa di un attacco della grave forma di artrite reumatoide deformante di cui soffre da anni, subisce una paralisi completa alle gambe ed è costretto a dipingere con i pennelli legati ai polsi e incastrati tra le dita. Trascorre gli ultimi anni della sua vita nella tenuta Les Collettes di Cagnes-sur-Mer, in Costa Azzurra, immerso nel verde, godendo degli scorci del vecchio borgo e del mare. Nel 1915, nonostante l'età e la sofferenza fisica che non lo abbandona, si fa costruire un atelier nel giardino della tenuta per poter dipingere all'aria aperta. Anche il suo aspetto esteriore, con la barba bianca e l'immancabile cappello è quello di un maestro, che riceve le visite di Aristide Maillol, di Auguste Rodin e di Henri Matisse. 
Alle domande di quest'ultimo, curioso di capire perché l'amico si ostini a lavorare nonostante la sofferenza fisica, Renoir risponde che «il dolore passa, ma la bellezza resta».
Inseguendo la bellezza, nell'ultima fase della sua vita l'artista realizza numerose nature morte, genere che in realtà ha sempre amato e praticato, a differenza di alcuni suoi colleghi. Anzi, spesso queste piccole tele, sosteneva, gli permettevano di liberarsi dall'angoscia che lo attanagliava quando si dibatteva su una composizione più grande. Secondo lui – e così si raccomandava alla giovane Julie Manet, figlia di Berthe Morisot – si trattava di un esercizio con funzione formativa, «per imparare a dipingere in fretta»

## Tecnica
Poissons sur une feuille verte è un olio su tela. Si tratta di una tela piuttosto grossa, non preparata, che in alcuni punti è lasciata grezza e traspare sotto stesure sottili.
Renoir, scrive il figlio Jean, «non amava le tele fini, perché erano morbide da dipingere ma poco resistenti. Questa era la motivazione apparente, ma poi ce n'era un'altra inconscia: la sua ammirazione per i Veronese, Tiziano e Velàzquez, che sembra dipingessero su tele dalla trama piuttosto grossa. Del resto le due motivazioni andavano di pari passo, perché mio padre era convinto da un lato che quei grandi maestri volessero creare opere eterne, dall'altro che i suoi quadri non sarebbero stati capiti prima che fosse passato almeno mezzo secolo».

## Stile
In Poissons sur une feuille verte come nella altre nature morte dell'ultimo periodo, Renoir recupera le volumetrie, la plasticità delle figure modellate con cura e la saldezza della composizione insieme a una pennellata sensuale, a un cromatismo opulento, morbido e soffuso, in alcuni tratti materico, lussureggiante di luci e colori. 
Un'esperienza fondamentale è quella del viaggio in Italia, compiuto tra il 1881 e il 1882: dalla luce di Venezia e del Mediterraneo, dalla lezione dei grandi maestri del passato (Carpaccio, Raffaello, Tiziano, Rubens, Tiepolo) e dalle riflessioni sulla tecnica pittorica suggeritegli dalla lettura del Libro dell'Arte di Cennino Cennini (di cui nel 1910 scrive la prefazione all'edizione francese) nascono i germi di una sorta di nuova classicità. Renoir arriva così ad anticipare non pochi aspetti del fenomeno del “ritorno all'ordine” e del “ritorno al mestiere” che sarebbero esplosi verso la fine degli anni dieci del Novecento in reazione alle avanguardie. Come hanno dimostrato numerosi sudi recenti, la fase matura della sua carriera non è affatto un periodo di decadenza dopo gli splendori impressionisti, ma anzi si rivela quasi, con le opere pacate, sontuose e spesso monumentali che la connotano, un presagio di sviluppi successivi dell'arte.
Il ritorno a generi praticati da giovane coincide con una fase, a partire dalla fine degli anni settanta, di insoddisfazione per l'esperienza impressionista, che pure aveva contribuito a creare, in nome di un classicismo di cui nel nostro secolo è stato uno dei precursori. In questi anni, senza abbandonare i soggetti amati (la ritrattistica e i temi legati alla modernità), Renoir ritorna volentieri al genere della natura morta, siano fiori, pesci (sono state catalogate oltre una ventina di tele con questo soggetto) o altro.